# Dalešice u Jablonce nad Nisou

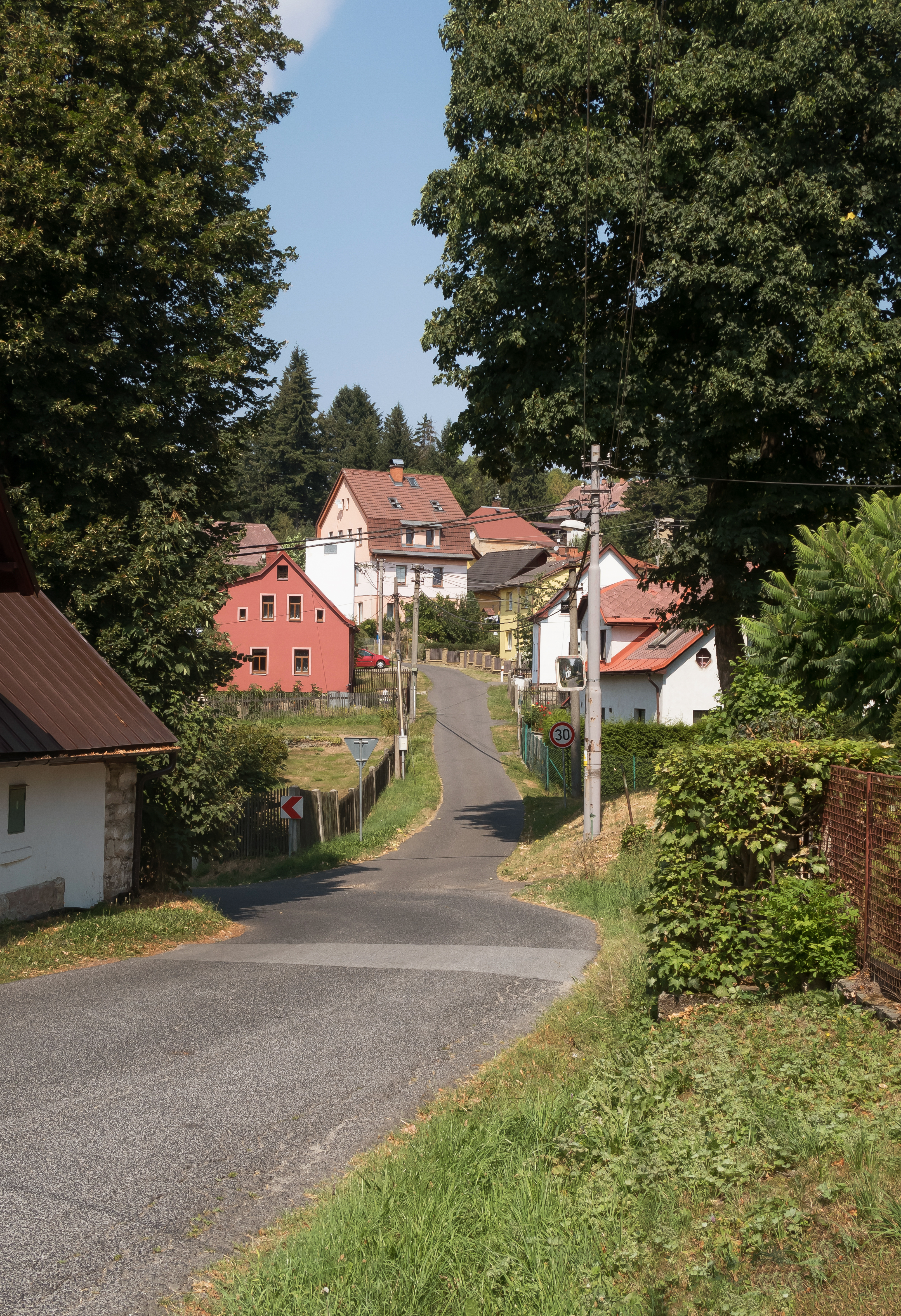
Strassebild in Dalešice

Dalešice (deutsch Daleschitz) ist eine Gemeinde im Okres Jablonec nad Nisou in Tschechien. Sie  liegt ca. 5 km südlich von Jablonec nad Nisou (Gablonz), südwestlich am Hang des Berges Dalešický vrch und hat 113 Einwohner (2003).

## Geschichte
Die ersten Aufzeichnungen stammen aus dem Jahr 1538. Der Name Dalešice stammt dabei vom Gründer des Ortes Daleš. 

## Wirtschaftliche Entwicklung
Dalešice lebt überwiegend vom Tourismus und ist Ausgangspunkt zur Erkundung des Böhmischen Paradieses (Český ráj) und des Isergebirges (Jizerské hory).